# Totora
Le totora est une appellation qui désigne des plantes, généralement Scirpus tatora (ou Scirpus californica ssp tatora), mais peut désigner d’autre scirpes, voire des roseaux (notamment Typha domingensis) ou Schoenoplectus californicus pour le totora du lac Titicaca.

## Utilisation
Tressée, cette plante permet aux Aymaras de fabriquer des barques pour traverser le lac Titicaca.
Le totora est aussi utilisé comme fourrage au Pérou.